# Prvenstvo Hrvatske u hokeju na ledu 1993./94.
Prvenstvo Hrvatske u hokeju na ledu za sezonu 1993./94. je treći put zaredom osvojio Zagreb.

## Sudionici
- INA, Sisak
- Medveščak, Zagreb
- Mladost, Zagreb
- Zagreb, Zagreb

## Ljestvica i rezultati

### Ligaški dio
| mj | klub      | ut | pob | ner | por | gol+ | gol- | bod |
| -- | --------- | -- | --- | --- | --- | ---- | ---- | --- |
| 1. | Zagreb    | 13 | 10  | 1   | 2   | 88   | 32   | 21  |
| 2. | Medveščak | 15 | 10  | 1   | 4   | 130  | 52   | 21  |
| 3. | Mladost   | 13 | 5   | 0   | 8   | 78   | 85   | 10  |
| 4. | INA Sisak | 13 | 1   | 0   | 12  | 31   | 158  | 2   |

### Doigravanje
| klub1                      | serija        | klub2         | rezultati                  |
| poluzavršnica              | poluzavršnica | poluzavršnica | poluzavršnica              |
| -------------------------- | ------------- | ------------- | -------------------------- |
| Zagreb                     | 2-0           | INA Sisak     | 14:3*, 25:1                |
| Medveščak                  | 2-0           | Mladost       | 12:4*, 13:3                |
|                            |               |               |                            |
| za treće mjesto            |               |               |                            |
| Mladost                    | 2-0           | INA Sisak     | 11:4*, 9:2                 |
|                            |               |               |                            |
| za prvaka                  |               |               |                            |
| Zagreb                     | 3-2           | Medveščak     | 6:1*, 4:1, 4:5*, 2:5, 2:1* |
|                            |               |               |                            |
| * domaća utakmica za klub1 |               |               |                            |

## Hrvatski klubovi u međunarodnim natjecanjima
- Kup Europe:
  - Zagreb, Zagreb

## Poveznice i rezultati
- passionhockey.com, Prvenstvo Hrvatske u hokeju na ledu 1993./94.
- Kruno Sabolić: Hrvatski športski almanah 1994/1995, Zagreb, 1994.